# Holásky
Holásky (niem. Holasek) – miejska i katastralna części Brna, o powierzchni 182,75 ha. Leży na terenie gminy katastralnej Brno-Tuřany.